# Lista de opere ale lui Pieter Bruegel cel Bătrân
Lista de opere a lui Pieter Bruegel cel Bătrân este o listă parțială de picturi a artistului olandez Pieter Bruegel cel Bătrân
| Nr. | Image | Title                                            | Year         | Technique        | Dimensions (cm) | Gallery                                                                                  | Catalog number |
| --- | ----- | ------------------------------------------------ | ------------ | ---------------- | --------------- | ---------------------------------------------------------------------------------------- | -------------- |
| 1   |       | Peisaj cu Iisus și Apostolii la marea Tiberiadei | 1553         | Ulei pe panou    | 67 x 100        | Colecție privată                                                                         | MS 2           |
| 2   |       | Adorarea Regilor                                 | c. 1556      | Tempera pe panou | 124 × 169       | Royal Museums of Fine Arts of Belgium                                                    | MS 4           |
| 3   |       | Pilda semănătorului                              | 1557         | Ulei pe panou    | 73.7 × 102.9    | Timken Museum of Art                                                                     | MS 5           |
| 4   |       | Douăsprezece Proverbe                            | 1558         | Ulei pe panou    | 75 × 98         | Museum Mayer van den Bergh                                                               |                |
| 5   |       | Proverbe Olandeze                                | 1559         | Ulei pe panou    | 117 × 163       | Berlin State Museums                                                                     | MS 6           |
| 6   |       | Lupta între carnaval și postul Paștelui          | 1559         | Ulei pe panou    | 118 × 164       | Kunsthistorisches Museum                                                                 | MS 7           |
| 7   |       | Jocuri de copii                                  | 1560         | Ulei pe panou    | 118 × 161       | Kunsthistorisches Museum                                                                 | MS 8           |
| 8   |       | Bătălia în golul Napoli                          | 1560         | Ulei pe panou    | 42.2 × 71.2     | Doria Pamphilj Gallery                                                                   | MS 9           |
| 9   |       | Peisaj cu Căderea lui Icar (copie)               | 1560s        | Ulei pe panou    | 73.5 × 112      | Royal Museums of Fine Arts of Belgium                                                    | MS 3           |
| 10  |       | Căderea Îngerilor Rebeli                         | 1562         | Ulei pe panou    | 117 × 162       | Royal Museums of Fine Arts of Belgium                                                    | MS 12          |
| 11  |       | Nebuna Meg (Dulle Griet)                         | 1562         | Ulei pe panou    | 117.4 × 162     | Museum Mayer van den Bergh                                                               | MS 13          |
| 12  |       | Triumful Morții                                  | с. 1562      | Ulei pe panou    | 117 × 162       | Prado                                                                                    | MS 14          |
| 13  |       | Două Maimuțe                                     | 1562         | Ulei pe panou    | 20 × 23         | Berlin State Museums                                                                     | MS 15          |
| 14  |       | Sinuciderea lui Saul                             | 1562         | Ulei pe panou    | 33.5 × 55       | Kunsthistorisches Museum                                                                 | MS 10          |
| 15  |       | Portret al unei Bătrâne                          | 1563         | Ulei pe panou    | 22 × 18         | Alte Pinakothek                                                                          | MS 38          |
| 16  |       | Omul care cască (atribuire disputata)            | 1563?        | Ulei pe panou    | 12.6 x 9.2      | Royal Museums of Fine Arts of Belgium                                                    |                |
| 17  |       | Peisaj cu fuga în Egipt                          | 1563         | Ulei pe panou    | 37.1 × 55.6     | Courtauld Institute Galleries                                                            | MS 18          |
| 18  |       | Turnul din Babel                                 | 1563         | Ulei pe panou    | 114 × 155       | Kunsthistorisches Museum                                                                 | MS 16          |
| 19  |       | Adorarea Regilor                                 | 1564         | Ulei pe panou    | 111.1 × 83.2    | The National Gallery, London                                                             | MS 19          |
| 20  |       | Moartea Virginei                                 | 1564         | Ulei pe panou    | 36 × 55         | Upton House                                                                              | MS 21          |
| 21  |       | Procesiunea spre Golgota                         | 1564         | Ulei pe panou    | 124 × 170       | Kunsthistorisches Museum                                                                 | MS 20          |
| 22  |       | Vânători în zăpadă                               | 1565         | Ulei pe panou    | 117 × 162       | Kunsthistorisches Museum                                                                 | MS 25          |
| 23  |       | Întoarcerea turmei                               | 1565         | Ulei pe panou    | 117 × 159       | Kunsthistorisches Museum                                                                 | MS 24          |
| 24  |       | Întorsul și strânsul fânului sau Recolta de fân  | 1565         | Ulei pe panou    | 117 × 161       | Lobkowicz Palace at the Prague Castle Complex                                            | MS 22          |
| 25  |       | Secerători                                       | 1565         | Ulei pe panou    | 116.5 × 159.5   | Metropolitan Museum of Art                                                               | MS 23          |
| 26  |       | Ziua posomorâtă                                  | 1565         | Ulei pe panou    | 118 × 163       | Kunsthistorisches Museum                                                                 | MS 26          |
| 27  |       | Iisus și femeia luată în adulter                 | c. 1565      | Ulei pe panou    | 24 × 34         | Courtauld Institute Galleries                                                            | MS 29          |
| 28  |       | Turnul Babel                                     | c. 1565      | Ulei pe panou    | 59.9 × 74.6     | Museum Boijmans Van Beuningen                                                            | MS 17          |
| 29  |       | Masacrul Inocenților                             | c. 1565-1567 | Ulei pe panou    | 109.2 × 158.1   | Royal Collection and at Upton House, Warwickshire                                        | MS 27          |
| 30  |       | Peisaj iernatic cu o capcană pentru păsări       | 1565         | Ulei pe panou    | c. 38 x 56      | Royal Museums of Fine Arts of Belgium, and many copies; it is Bruegel's most copied work |                |
| 31  |       | Vinul de Sărbatoarea Sfântului Martin            | 1565–1568    | Tempera pe panou | 148 × 270.5     | Prado                                                                                    |                |
| 32  |       | Vinul de Sărbatoarea Sfântului Martin            | c. 1565–1568 | Ulei pe panou    | 147 × 269.5     | Royal Museums of Fine Arts of Belgium                                                    |                |
| 33  |       | Recensământul de la Betleem                      | 1566         | Ulei pe panou    | 115.5 × 163.5   | Royal Museums of Fine Arts of Belgium                                                    | MS 30          |
| 34  |       | Tărâmul leneș-luxos                              | 1566         | Ulei pe panou    | 52 × 78         | Alte Pinakothek                                                                          | MS 37          |
| 35  |       | Predica Sfântului Ioan Botezătorul               | 1566         | Ulei pe panou    | 95 × 160.5      | Museum of Fine Arts (Budapest)                                                           | MS 31          |
| 36  |       | Dansul de nuntă                                  | c. 1566      | Ulei pe panou    | 119.4 × 157.5   | Detroit Institute of Arts                                                                | MS 32          |
| 37  |       | Adorarea Regilor în zăpada                       | 1567         | Tempera pe panou | 35 × 55         | Museum Oskar Reinhart Am Römerholz, Winterthur                                           | MS 33          |
| 38  |       | Schimbarea la față a lui Paul                    | 1567         | Ulei pe panou    | 108 × 156       | Kunsthistorisches Museum                                                                 | MS 34          |
| 39  |       | Cerșetorii                                       | 1568         | Ulei pe panou    | 18.5 × 21.5     | Louvre                                                                                   | MS 41          |
| 40  |       | Cei trei soldați                                 | 1568         | Ulei pe panou    | 20.3 × 17.8     | Colecția Frick                                                                           |                |
| 41  |       | Gaița la spânzurătoare                           | 1568         | Ulei pe panou    | 45.9 × 50.8     | Hessisches Landesmuseum                                                                  | MS 43          |
| 42  |       | Parabola orbilor                                 | 1568         | Tempera pe panou | 85.5 × 154      | Museo di Capodimonte                                                                     | MS 42          |
| 43  |       | Mizantropul                                      | 1568         | Tempera pe panou | 86 × 85         | Museo di Capodimonte                                                                     | MS 40          |
| 44  |       | Nunta Țăranilor                                  | 1568         | Ulei pe panou    | 114 × 164       | Kunsthistorisches Museum                                                                 | MS 35          |
| 45  |       | Dansul Țăranilor                                 | 1568         | Ulei pe panou    | 114 × 164       | Kunsthistorisches Museum                                                                 | MS 36          |
| 46  |       | Țăranul și hoțul de cuiburi                      | 1568         | Ulei pe panou    | 59.3 × 68.3     | Kunsthistorisches Museum                                                                 | MS 39          |
| 47  |       | Bețivul împins în cocina de porci                | 1557         | Ulei pe panou    | 18 cm. diam.    | Colecție privată(Sold at Christies in 2002)                                              |                |
| 48  |       | Furtună pe mare (atribuție disputată)            | 1569         | Ulei pe panou    | 70.3 × 97       | Kunsthistorisches Museum                                                                 | MS 44          |